# Komturei Tempelhof

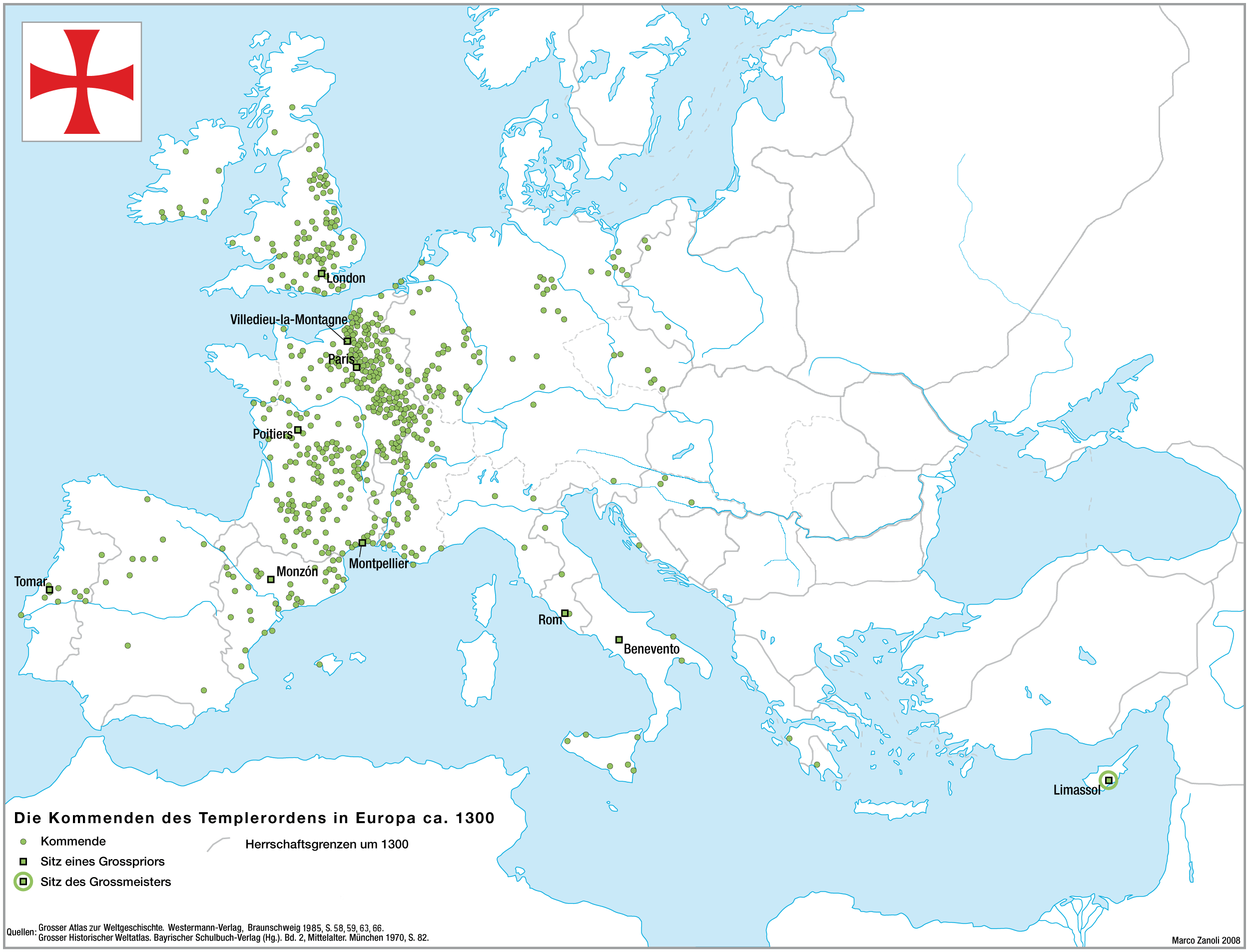
Verbreitung der Templer-Niederlassungen in Europa um 1300. Die deutschen Kommenden sind nur von untergeordneter Bedeutung.

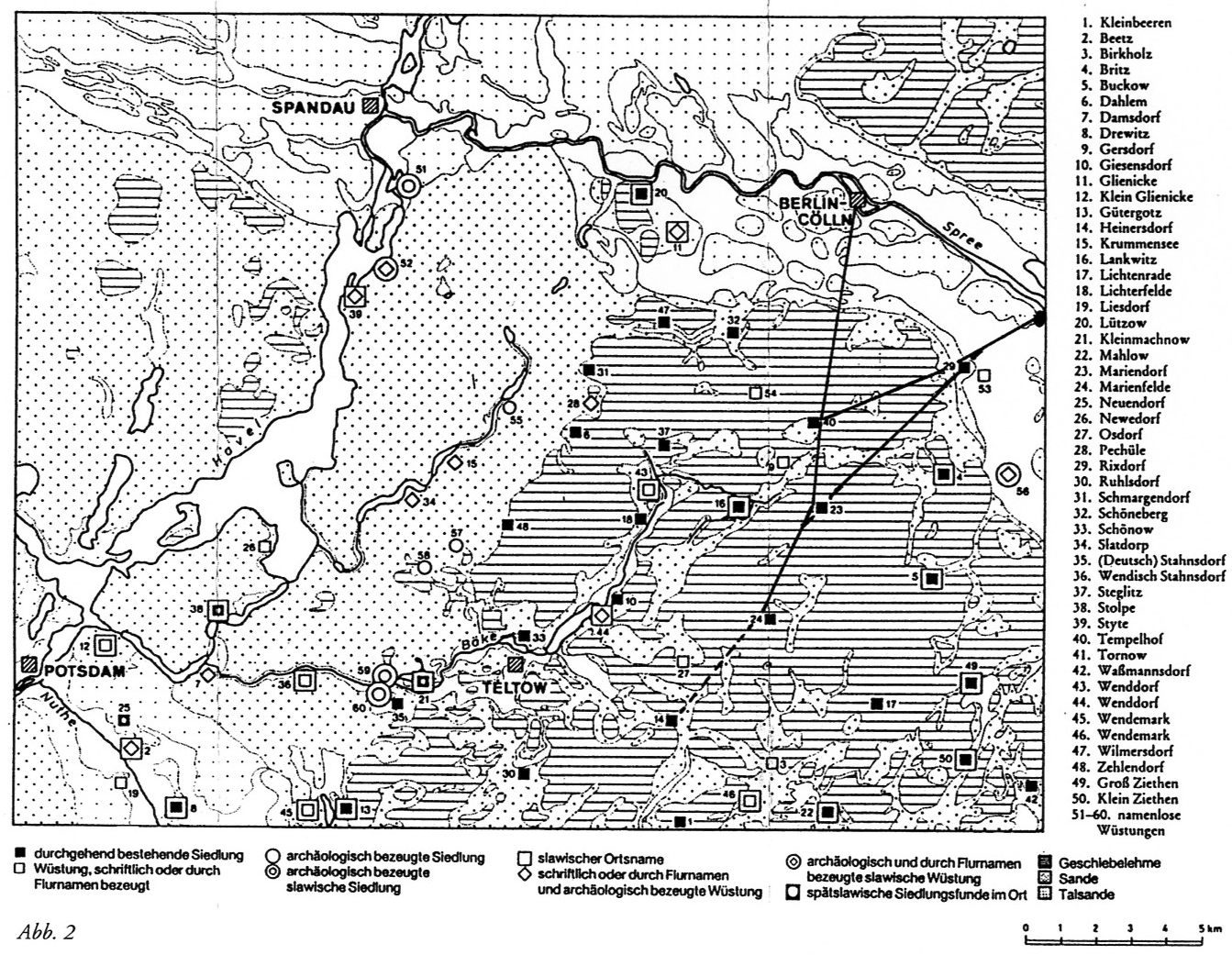
Lage der Templerdörfer auf dem Hohen Teltow

Rekonstruktionsversuch des Komturhofs, 1878

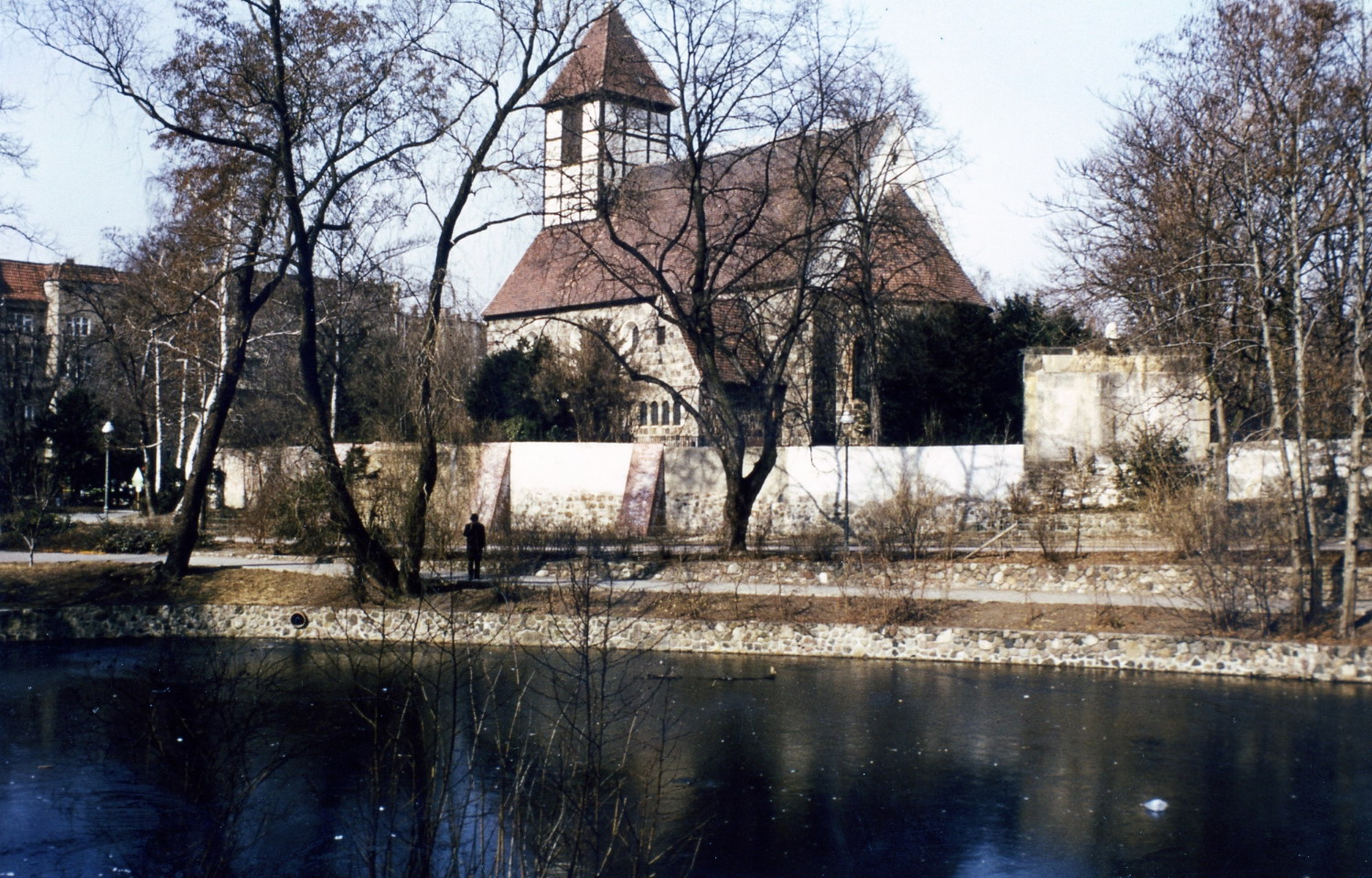
Dorfkirche Tempelhof, 1983

Tempelhof um 1834 (gesüdet)

Die Komturei Tempelhof war eine Kommende des Templerordens auf dem Teltow im südlichen Vorfeld Berlins, bei dessen Gründung sie eine wichtige Rolle spielte. Sie wurde um 1200 gegründet und umfasste die Dörfer Tempelhof, Mariendorf und Marienfelde sowie einen Hof im späteren Rixdorf und ein Vorwerk in Treptow. Das Dorf Lichtenrade gehörte nicht zur Komturei. Mittelpunkt dieser Kommende war der burgartige Komturhof in Tempelhof, in dessen Mitte die Komtureikirche stand, die zugleich als Dorfkirche diente und bis heute als Dorfkirche Tempelhof trotz starker Kriegsbeschädigungen erhalten geblieben ist.
Nach der Auflösung des Templerordens 1312 wurde die Komturei Tempelhof 1318 den Johannitern übertragen, die die Besitzrechte 1435 an die Städte Berlin-Cölln verkauften, aber die Lehnshoheit behielten. Erst nach der Säkularisation der Orden durch das Oktoberedikt von 1810 geriet der Besitzkomplex in uneingeschränkt privaten Grundbesitz. Das Hauptgebäude des 1598 in ein Rittergut umgewandelten Komturhofs diente nach 1863 bis zum Abriss um 1890 als Ortsamtsgebäude von Tempelhof.
Bis 1312 zählte die Komturei Tempelhof zur Templer-Ordensprovinz Alemania et Slauia (geleitet von einem Ordenspräzeptor), danach zur Johanniter-Ballei Brandenburg, die innerhalb ihrer Ordensprovinz aufgrund relativ hoher Selbstständigkeit einen Sonderstatus innehatte.

## Lage des Komturhofs
Im Rahmen des hochmittelalterlichen Landesausbaus der Deutschen Ostsiedlung wurde dem Templerorden auf dem mittleren Hohen Teltow wohl um 1200, spätestens 1210, in einem bis dahin weitgehend unbesiedelten Waldgebiet ein Besitzkomplex von rund 200 Hufen geschenkt. Auf ihm wurden die Dörfer Tempelhof (Tempelhove), Mariendorf (Margendorpe) und Marienfelde (Marghenvelde) aus wilder Wurzel angelegt. Der Komturhof lag am südlichen Dorfrand von Tempelhof. Die Tempelhofer Gemarkung reichte zunächst bis ans Spreeufer gegenüber Stralau, wo ein Vorwerk errichtet wurde. Auf halber Strecke an dem Verbindungsweg zwischen dem Vorwerk in Treptow und dem Komturhof in Tempelhof lag ein Hof, der 1360 in ein Dorf umgewandelt wurde und den Namen Rixdorf (Richardsdorp) erhielt.
Der Komturhof lag außerhalb des Dorfes, in markant geschützter Höhenlage zwischen ursprünglich vier Seen. Nur noch zwei von ihnen sind heute im Alten Park und im Lehnepark vorhanden; der unter dem heutigen Reinhardtplatz gelegene Teich wurde zugunsten einer Marktfläche zu- und aufgeschüttet. Die Dorfkirche Tempelhof markiert noch heute als ehemalige Komtureikirche die Mitte des Komturhofs.
Der Siedlungskomplex mit den Dörfern Tempelhof, Mariendorf, Marienfelde und Rixdorf war mit rund 200 Hufen deutlich kleiner als die übrigen Besitzungen der Tempelritter in der Mark Brandenburg: Lietzen, Zielenzig und Soldin haben 250 bis 300 Hufen, der Ausnahmefall Quartschen sogar 1000 Hufen. Mit Ausnahme von Lietzen lagen sie alle in der Neumark. Bei diesen Niederlassungen ist urkundlich eindeutig nachgewiesen, welche Fürsten die Tempelritter als Besitzer eingesetzt haben.

## Gründung der Komturei durch die Tempelritter

### Erste urkundliche Erwähnungen
Umstritten ist indessen, wer die Tempelritter auf den Teltow geholt hat: die askanischen Markgrafen von Brandenburg, die wettinischen Markgrafen von Meißen, die Erzbischöfe von Magdeburg, die Herzöge von Schlesien oder die Herzöge von Pommern. Hinweise sind aus der strategischen Lage der Dörfer auf dem Teltow zu erhalten (s. unten). Es gibt keinerlei Urkunde, die die Dörfer Tempelhof, Mariendorf, Marienfelde und Rixdorf als Gründung oder Besitz der Tempelritter bezeichnen; insbesondere gibt es keine Urkunde, die die Tempelritter in oder für Tempelhof ausgestellt hätten. Dass sie die Gründer dieser Siedlungen waren, ergibt sich lediglich aus Rückschlüssen. Ein Ordensbesitz ist nur für die Johanniter nachweisbar, als diese 1435 die vier Dörfer an die Stadt Berlin verkauften. 1344 wird erstmals ein johannitischer Komtur mit ausdrücklichem Bezug auf Tempelhof genannt: Burchard von Arenholz als „commendator in Tempelhoff“.
Indessen ist es Tatsache, dass der Templerorden 1312 von Papst Clemens V. aufgehoben und sein Besitz dem Johanniterorden übertragen wurde. Offenbar haben die Tempelhofer Ritter zunächst Widerstand geleistet und waren daher zunächst einem Prokurator des Markgrafen Waldemar unterstellt worden. Erst 1318 wurde die Übergabe an die Johanniter rechtlich vollzogen.

#### Magister Hermannus de Templo (1247)
Als (nicht eindeutige) Ersterwähnung Tempelhofs gilt eine Urkunde, die 1247 im Kloster Walkenried ausgestellt wurde, mit der der Bischof von Brandenburg diesem Kloster den Zehnten von 100 Hufen in der Uckermark übertrug. Unter den Urkundszeugen befindet sich ein „magister Hermannus de Templo“, doch beweist diese Urkunde lediglich, dass es im Jahre 1247 einen Mann namens „Hermann von Templo“ gegeben hat, der aufgrund seines Ranges als „magister“ würdig war, als Urkundszeuge zu fungieren.
Der Namenszusatz „templarius“ (Templer, Tempelritter) oder „de Templo“ (vom Tempel, vom Templer-Orden) kennzeichnet üblicherweise einen Angehörigen des Templerordens. Ebenso ist es nicht unüblich, dass mit „magister“ ein Komtur bezeichnet wird.
Die übrigen Urkundszeugen sind die Äbte der Klöster Zinna und Lehnin, der bekannte Propst Symeon aus Cölln, Pfarrer Heinrich von Oderberg, Johannes von Werneuchen und mehrere Geistliche des Klosters Walkenried. In der Bestätigungsurkunde des Domstifts Brandenburg vom gleichen Tage treten zusätzlich noch zwei Bürgermeister (Schulzen) als Urkundszeugen auf: Werner von Stettin und Marsilius von Berlin. Ein Komtur der Tempelritter (magister de Templo) im Kreise von Urkundszeugen, die vor allem aus der Mittelmark kommen, passt daher am besten zum Komturhof auf dem Teltow.

#### Ritter Jacobus von Nybede (1290)
1290 wird Tempelhof als Ort erwähnt, aber ebenfalls eher mittelbar: Der Ritter Jacob von Nybede schenkt der Franziskaner-Klosterkirche in Berlin eine Ziegelscheune für ihr Baumaterial, die zwischen Tempelhof und Berlin liegt (dye tygelschüne, dy de lyt twuschen Tempelhoffe und Berlin), nämlich wohl am Kreuzberg, worauf archäologische Funde der 1830er-Jahre hinweisen. Jacobus ist kein Tempelritter. Er ist möglicherweise Besitzer der Ritterhufen, die später als Hahnehof bekannt werden; der Hof lag auf dem heutigen Eckgrundstück Alt-Tempelhof/Tempelhofer Damm, mit angeblich archäologisch nachgewiesenem Turmfundament.

#### Wertung der Schriftquellen
Da das Dorf 1290 „Tempelhof“ genannt wird und sich 1435 mit seinen Nachbardörfern im Besitz der Johanniter befindet, die 1318 allgemein den Templerbesitz in der Mark Brandenburg übernommen haben, geht die Forschung einhellig davon aus, dass dieser Siedlungskomplex eine Gründung der Tempelritter ist. Offenbar hat das Dorf, zumindest der Komturhof, schon 1247 bestanden; das ist jedenfalls die überzeugendste Zuordnung des Magisters Hermann von Templo.

### Strategische Lage der Templerdörfer auf dem Hohen Teltow
Spuren einer slawischen Vorbesiedlung wurden bisher weder in Tempelhof noch insgesamt auf dem Besitzkomplex der Tempelritter gefunden. Dies erhärtet die Vermutung, dass die Hochfläche des Teltow abseits von Gewässern wie etwa der Bäke bewaldet und unbesiedelt war, weil es ein grenzartiges Niemandsland zwischen den Stammesgebieten der Heveller (Mittelpunkt: Brandenburg an der Havel) und der Sprewanen (Mittelpunkt: Köpenick) darstellte.
Unumstritten ist, dass die Dörfer wie ein Sperrriegel über dem Teltow liegen. Die östliche Grenze der Gemarkungen von Tempelhof, Mariendorf und Marienfelde zieht sich nahezu schnurgerade von Nord nach Süd. Angesichts der Konkurrenz der genannten Fürsten um die Vorherrschaft auf dem Teltow und Barnim besteht Einigkeit, dass hier wie in ähnlichen Fällen einer der großen geistlichen Orden angesiedelt wurde, um einen pufferartigen Grenzschutz zu schaffen.
Betrachtet man lediglich die östlichen Gemarkungsgrenzen, so lässt sich diese Linie über Birkholz bis Diedersdorf fortsetzen. Hat man aber mehr siedlungsgeschichtliche Aspekte im Auge, so fällt auf, dass auch die Dorfkirche in Heinersdorf über den für diese Siedlungsphase zu Anfang des 13. Jahrhunderts typischen schiffsbreiten Querwestturm verfügte, wie er sonst nur in Marienfelde, Mariendorf und im Erstbau von Tempelhof anzutreffen ist; Heinersdorf hatte allerdings keine Apsis.
Setzt man die Linie der Dörfer umgekehrt nach Norden fort, so zielt sie genau auf den Spreepass zwischen Cölln und Berlin, wo der Markgraf am Mühlendamm über ein Grundstück verfügte, das später als Mühlenhof und noch später als Münze genutzt wurde. In der Nähe zum Mühlendamm steht auch die Nikolaikirche, für die zu 1288 das Patronatsrecht der Tempelritter erwähnt wird. Es sind Fälle bekannt, in denen die Landesherren den ursprünglich zum Grenzschutz verliehenen Ordensbesitz wieder eingezogen haben; in vielen solcher Fälle wurden die Orden mit dem Patronatsrecht über die städtische Pfarrkirche als Entschädigung abgefunden. Es könnte also sein, dass das Grundstück des Mühlenhofs zunächst als Brückenkopf für eine Befestigung der Tempelritter genutzt wurde, die im Rahmen ihrer militärischen Schutzfunktion auch den Spreepass am Mühlendamm zu decken hatte. Dies ist jedoch nur eine, wenn auch schlüssige Spekulation.
Ein weiteres Indiz ist, dass zum Besitzkomplex des Ordens auch ein offenbar „befestigtes Haus“ auf dem östlichen Teil der Tempelhofer Gemarkung gehörte, der 1360 abgetrennt wurde und zum neu gegründeten „Richardsdorf“ wurde. Verlängert man die Linie von Tempelhof über Rixdorf zum Spreepass von Stralau, wo schon seit der Slawenzeit eine Furt zum slawischen Burgwall auf der Halbinsel Stralau bekannt war, so stößt man auf ein am Ende des 13. Jahrhunderts erwähntes Vorwerk der Tempelritter in Treptow, dessen Ortslage noch im 19. Jahrhundert als „Burgwall“ bezeichnet wurde.
Mit den Verbindungslinien Marienfelde–Mühlendamm bzw. Marienfelde–Treptow kann man den ganzen Hohen Teltow sperren und beherrscht gleichzeitig die Zugänge zu den beiden wichtigsten Spreepässen. Da die linear durchgehende Gemarkungsgrenze auf der östlichen Seite dieser Dörfer liegt, ist es einleuchtend, dass sich ihre „Front“ gegen den östlichen Teltow richtete, also gegen die Herzöge von Schlesien bzw. die Markgrafen von Meißen. Sie scheiden daher als Auftraggeber an die Tempelritter aus, zumal die Templerorte nicht wie die benachbarten Dörfer Britz und Rudow kirchlich zum Archidiakonat Köpenick-Mittenwalde, sondern zur Sedes Spandau gehörten.
Der Einfluss der Herzöge von Pommern ist nur ganz vage fassbar in einer rückblickenden Notiz der auf 1280 datierten Märkischen Fürstenchronik. Vermutlich hat dieser Einfluss nur aus einem nie näher konkretisierten Rechtsanspruch bestanden; pommersche Siedlungstätigkeit ist weder auf dem Barnim noch gar auf dem Teltow festzustellen. Bleiben als Auftraggeber also nur noch die Markgrafen von Brandenburg und die Erzbischöfe von Magdeburg. Die erst 1982 aufgekommene „Magdeburg-Hypothese“ ist stark umstritten und wird inzwischen mehrheitlich abgelehnt.
Die Schenkung an den Templerorden, von wem auch immer, diente mehreren Zwecken:
- Die Schenkung an einen bedeutenden geistlichen Orden sollte förderlich sein für das Seelenheil des Schenkenden.
- Der „Sperrriegel“ bzw. „Puffer“ auf dem Teltow zwischen den konkurrierenden Fürsten minderte die Gefahr eines Gebietsverlustes.
- Der Templerorden als Grundherr wirkte mit am Landesausbau (Rodung, Getreideanbau) und vermehrte dadurch die Einkünfte des Landesherrn durch Abgaben.
- Der Templerorden war auch ohne speziellen Auftrag förderlich bei der Christianisierung der bisher slawischen Gebiete.

Irrig ist die Ansicht, der Templerorden sei als Kampftruppe gegen die Slawen angesetzt worden. Spätestens seit 1200 wird von keinen slawischen Angriffen mehr berichtet, deren militärische Widerstandskraft im Prinzip seit dem Wendenkreuzzug 1147 gebrochen war. Die von Markgraf Albrecht II. (Brandenburg) im Brandenburger Zehntstreit gegenüber Papst Innozenz III. vorgetragene Begründung, er behalte den Kirchenzehnt für sich, um den Kampf gegen die Heiden finanzieren zu können, gilt in der Forschung als Schutzbehauptung.

### Beziehungen der Markgrafen zum Templer-Orden und dessen Aufgabe
Demgegenüber bleiben alle Versuche der Forschung vergeblich, den Auftraggeber dadurch herauszufinden, welche Fürsten die besten Beziehungen (oder die angeblich schlechtesten) zum Templerorden hatten. Die Tempelritter sind, wie die Zisterzienser, deren wichtigster Abt Bernhard von Clairvaux maßgeblichen Einfluss auf die Ordensregel der Templer nahm, international agierende geistliche Orden. Das war ja auch der Grund, sie als Grenzschutz einzusetzen: Niemand würde es wagen, sich am Grundbesitz der mächtigsten und einflussreichsten Orden zu vergreifen. Deswegen brauchte die Besatzung der Komtureien auch nicht aus waffenfähigen Kriegern zu bestehen, sondern nur aus Invaliden, die durch geschickte Verwaltung der geschenkten Ländereien dafür sorgten, dass gute Erträgnisse die Kriegskasse des Templerordens aufbesserten.
Die Auffassung, die Tempelritter seien ins Land gerufen worden, um Angriffe der Slawen abzuwehren, geht auch aus diesem Grunde fehl. Die letzten schriftlichen Nachrichten über Kämpfe mit heidnischen Slawen (die oft von schon zum Christentum übergetretenen Fürsten regiert werden) stammen aus der Zeit um 1180. Spätere Nachrichten beziehen sich ausschließlich auf Kämpfe der erobernden christlichen Fürsten untereinander. 1187 und 1210 behaupten die Askanier gegenüber der Papstkirche, die slawische Bedrohung halte noch immer an, um damit die Verwendung des Kirchenzehnten für Kriegsausgaben zu begründen. Die Forschung geht jedoch mehrheitlich davon aus, dass es sich hierbei nur um Schutzbehauptungen gehandelt hat.
In der zweiten Hälfte des 12. Jahrhunderts besuchte jeder Fürst, der Wert auf großes Ansehen legte und es sich finanziell erlauben konnte, das Heilige Land, so auch die brandenburgischen Markgrafen Otto II. (als Pilger) und Albrecht II. (als Kreuzfahrer) wie auch schon ihr Großvater Albrecht der Bär und dessen Frau. Kontakte mit den Tempelrittern können daher alle auf dem Teltow konkurrierenden Fürstenhäuser nachweisen. Selbst die Vermutung, der Verlust von Jerusalem im Jahr 1187 hätte Anlass für Landschenkungen an den Templerorden geben können, um die Rückeroberung zu ermöglichen, kann nur Spekulation sein. Der Zisterzienserorden, der noch öfter als die Templer Landschenkungen mit der Absicht des Grenzschutzes erhalten hat, erhielt diese über längere Zeiträume ohne aktuelle politische Anlässe und schon gar nicht mit dem Auftrag kriegerischer Aktivität.

### Zeitpunkt der Ansiedlung der Tempelritter
Der westliche Teltow wurde im Rahmen der „mittelmärkischen Plansiedlung“ der askanischen Markgrafen etwa in den Jahren 1190–1230 erschlossen, in einem Zwei-Phasen-Takt (zunächst Umstrukturierung vorhandener slawischer Siedlungen, dann Anlage neuer frühdeutscher Dörfer), in mehreren kettenartigen Dorfreihen parallel zum Tal der Bäke. Die Regelhaftigkeit des Gesamtnetzes deutet darauf hin, dass die Templerdörfer von vornherein Bestandteil des Besiedlungskonzepts waren. Ihre Gründung ist daher in die Zeit um oder kurz nach 1190 zu setzen, möglicherweise in Zeitschritten, vermutlich aber beginnend mit dem Komturhof als Zentrum. Da der spätere Markgraf Albrecht II. (1205–1220) im Jahr 1198 der Gründungsversammlung des Deutschen Ordens in Akkon beiwohnte, hätte er vermutlich vorrangig diesen bedacht; daher sind wohl die Templer schon vor 1198 angesiedelt worden.

### Die Sage vom „unterirdischen Gang“ der Tempelritter
Ein Kuriosum ist die Sage vom „unterirdischen Gang der Tempelritter“, die spätestens 1878 fassbar ist. Brecht berichtet, der Königliche Baumeister Hr. K. Marggraff habe berichtet, nach den „spärlichen urkundlichen Nachrichten und den wenigen örtlichen Spuren und Traditionen [!] … sollen vor Jahrzehnten noch Spuren der Eingangsummauerung [des Komturhofs] vorhanden und von dem im jetzigen Krughause noch vorhandenen Unterbau des Wartthurms aus, der jetzt vermauerte unterirdische Gang zugänglich gewesen sein.“
Der „unterirdische Gang“ ist ein häufiges Stereotyp in den oft problematischen heimatkundlichen Vorstellungen über die Dorfkirchen. Bereits in den 1920er und 1930er Jahren wurde anlässlich des U-Bahnbaus nach Tempelhof festgestellt, dass auf Höhe des „Krughauses“ dessen Kellergewölbe sowie ein Entwässerungskanal der alten Chaussee nach Mariendorf angeschnitten worden waren, aber eben kein unterirdischer Gang zur Dorfkirche. Anlässlich des Wiederaufbaus der kriegszerstörten Kirche und der vorhergehenden archäologischen Untersuchung bekam die Suche nach diesem Gang wieder neuen Auftrieb, wie eine spezielle Akte im Heimatarchiv Tempelhof ausweist. Der Ausgräber musste dem Tiefbauamtsleiter Tempelhof ausführlich Bericht erstatten; zu seinem Bedauern hatte er keinen Eingang zum unterirdischen Gang im Kirchenbereich gefunden. Eine Vielzahl von Zeitzeugen meldete sich, meist unter Berufung auf andere, inzwischen verstorbene Zeitzeugen.
Es stellte sich heraus, dass es drei Versionen des unterirdischen Ganges gibt: die „klassische“ von der Kirche zum Dorfkrug mit dem ehemaligen „Wartturm des Vorwerks“ (nach Nordosten), eine zweite von der Kirche (nach Südosten) zu einem vergitterten Eingang im Theodor-Francke-Park, der jedoch einen Eiskeller verschloss, und eine dritte: von der Kirche in Richtung Schönburgstraße (Westen), um drei gänzlich verschiedene Himmelsrichtungen vollzumachen. In den letzteren Gang seien um 1880 der Lehrer Hoffmann und der Küster eingedrungen, hätten aber wegen der stickigen Luft bald wieder umkehren müssen, nachdem sie eine Länge des Ganges von mehr als zehn Metern hätten wahrnehmen können. Der Lehrer habe hierüber eine Broschüre geschrieben, von denen er Pflichtexemplare an die Staatsbibliothek und die Landesgeschichtliche Vereinigung geliefert habe. 1952 fragte das Bezirksamt Tempelhof offiziell deswegen bei den beiden Institutionen an, beide meldeten Fehlanzeige. Ein etwa denkbarer Kriegsverlust ist ausgeschlossen, weil die Bestandskataloge erhalten geblieben sind, in denen aber kein Tempelhof-Autor Hoffmann verzeichnet ist. Es liegt auf der Hand, dass der Kern des Gerüchts darin besteht, dass der Aufsatz von Dr. C. Brecht 1878 in den Schriften des Vereins für die Geschichte der Stadt Berlin veröffentlicht wurde; Brecht beschreibt aber die Variante 1, ohne Bezugnahme auf Lehrer und Küster.

## Die Komturei unter den Johannitern
Der Templerorden wurde ab 1307 in Frankreich durch König Philipp IV. verfolgt, und auf dem Konzil von Vienne 1312 wurde der Orden durch Papst Clemens V. aufgelöst. Am 22. Juni 1312 forderte der Papst den Bischof von Brandenburg auf, die Tempelritter in der weit entfernten Mark Brandenburg zum Gehorsam gegenüber ihrem Erzbischof Burchard III. von Magdeburg zu bewegen, dessen Verhaftungsversuchen sie sich widersetzt hatten. Erst mit dem Vertrag von Kremmen vom 29. Januar 1318, als den Johannitern die vom markgräflichen Vogt zurückgehaltenen Güter der Templer, darunter Tempelhof, mit allen Pertinentien (Zubehör zum Grundbesitz in Form von Rechten und Sachen) gegen Zahlung von 1250 Mark für die Ernennung Markgraf Woldemars zum Schutzherrn und Sachwalter der Interessen der Johanniter ausgehändigt wurden, konnte der Übergang der Templergüter in den Besitz der Johanniter endgültig realisiert werden.
Im Jahr 1344 wird erstmals ein johannitischer Komtur mit ausdrücklichem Bezug auf Tempelhof genannt: Burchard von Arenholz als „commendator in Tempelhoff“. Aus einer Urkunde über den Verkauf von Zinsrechten in Marienfelde an die Berliner Ratsherrenfamilie Reiche im Jahr 1356 geht hervor, dass in Tempelhof ein Konvent von Ordensbrüdern existiert haben muss, dem in geistlichen Angelegenheiten ein Prior vorstand.
Auf Rat des Priesters Jakob von Datz wurde 1360 der Hof zwischen Tempelhof und Treptow als Richardsdorf durch Komtur Dietrich von Zastrow aus der Tempelhofer Gemarkung ausgegliedert, allerdings ohne eigene Kirche. Es handelt sich dabei um die einzige Urkunde einer mittelalterlichen Dorfgründung in der Mark Brandenburg. Genaueres über den Besitzkomplex der Johanniter-Dörfer Tempelhof, Mariendorf, Marienfelde und Rixdorf (Hufenbesitz, Rechte, Abgaben und Dienste) erfährt man erstmals aus dem Landbuch Karls IV.
| Name                    | erwähnt im Jahr |
| ----------------------- | --------------- |
| Burchard von Arenholz   | 1344            |
| Ulrich von Königsmarck  | 1358            |
| Dietrich von Zastrow    | 1360            |
| Heinrich von Duseke     | 1376            |
| Heinrich von Ratzenberg | 1432            |
| Nickel von Colditz      | 1435            |

1344 wird Arnold von Teltow als Prior erwähnt, 1360 Jakob von Datz als Priester.

## Verkauf der Komturei an die Städte Berlin/Cölln und weitere Besitzwechsel
Am 24. August 1435 kam es zur sogenannten Tempelhofer Fehde wegen eines Grenzstreits an einer Niederung am heutigen Landwehrkanal. Angeblich hatten Bürger der Doppelstadt Berlin-Cölln dort eigenmächtig Grenzsteine versetzt. Mit vier Dorfschaften Fußvolk und 300 Rittern unter Führung des Komturs Nickel von Colditz hätten die Johanniter daraufhin versucht, die Rechtsverletzer zu überfallen, jedoch an den Toren der Stadt eine empfindliche Niederlage erlitten. Wenige Wochen später wurde unter dem Herrenmeister Balthasar von Schlieben am 23./26. September 1435 den siegreichen Städten der gesamte Ordensbesitz für die riesige Summe von 2440 Schock Prager Groschen als Kämmereidörfer zu ewigem Lehen veräußert, um damit den Erwerb von Schloss, Stadt und Land Schwiebus für den Orden zu finanzieren.
Der Komturhof und der Hahnehof wurden von der Doppelstadt noch 1435 an einzelne Bürger weiterverkauft. Die Fortentwicklung der Besitzgeschichte ist insoweit kompliziert, weil beachtet werden muss, worauf sich die verkauften Rechte beziehen (Gemarkungen, Höfe, Patronatsrechte usw., getrennt nach Dörfern) und weil die Höfe mehrfach ihre bürgerlichen Besitzer wechselten. 1598 wurden sie vom kurfürstlichen Rat und Juristen Johann Köppen erworben und zu einem Rittergut vereinigt. Ungefähr drei Jahre später ging der Komplex in den Besitz der Kurfürstin Katharina über. Der geplante Ausbau des Komturhofs zur ersten kurfürstlichen Sommerresidenz blieb jedoch in den Anfängen stecken. Nach dem Tod der Kurfürstin kaufte die Stadt Cölln 1604 die ehemalige Kommende wieder zurück. Um 1630 gelangte sie in den Privatbesitz des damaligen Johanniter-Herrenmeisters Graf Adam von Schwarzenberg.
Durchziehende Truppen verheerten den Hof im Dreißigjährigen Krieg. 1660 verkauften die Erben Schwarzenbergs das Gut an den Großen Kurfürsten, der den Hof seiner Gemahlin Luise Henriette übereignete. 1688 ging der Hof erneut in adligen Privatbesitz über, als ihn Kurfürst Friedrich III. gegen bei Wesel gelegene Erbgüter des nach Berlin berufenen Hofpredigers Christian Cochius eintauschte.
Durch Edikt vom 30. Oktober 1810 und eine Urkunde vom 23. Januar 1811 wurde dann der Orden im Rahmen der preußischen Reformen säkularisiert. Das bedeutete, dass dem damaligen Besitzer des Lehens, Fürst Otto Hermann von Schönburg, 1816 auch das Eigentum des Hofes übertragen wurde. Das Gut wechselte noch mehrfach den Besitzer, bis der Bankier Friedrich Carl Heinrich Ferdinand Jacques die Feldmark schließlich nach 1863 parzellieren ließ.

## Nachwirkungen

Bezirkswappen von Berlin-Tempelhof von 1957 bis 2001

Die Bezirksverordnetenversammlung von Berlin-Tempelhof beschloss 1957 ein heraldisch korrektes Bezirkswappen unter Verwendung des Templerkreuzes (aufgrund mehrerer Entwürfe), im Gegensatz zum achtspitzigen Johanniterkreuz, das sich im Bezirkswappen von Neukölln (entstanden aus dem Johanniterdorf Rixdorf) befindet. Das Templerkreuz ist seit 2001 Bestandteil des neuen Bezirkswappens des Bezirks Tempelhof-Schöneberg.
Der Kreuzberg (benannt nach dem Eisernen Kreuz, nicht nach dem Templerkreuz) hieß vorher Templower Berg, weil sich die Gemarkung von Tempelhof ursprünglich bis zum Landwehrkanal erstreckte. Es gibt daher in Kreuzberg die Tempelherrenstraße, die Johanniterstraße und die Straße Am Johannistisch. In Tempelhof gibt es die Templerzeile, die Ordensmeisterstraße, die Komturstraße, die Colditzstraße, die Volkmarstraße und die Werbergstraße. Die Colditzstraße erinnert an den Johanniterkomtur Nickel von Colditz, die Volkmarstraße an einen quellenmäßig nicht belegten Komtur; Hermann von Werberg war johannitischer Statthalter der Mark in Brandenburg und dem Wendland und unterschrieb 1360 die Dorfgründungsurkunde für Rixdorf.